# نادية الكيلاني
نادية الكيلاني (18 يونيو 1946 - 5 أغسطس 1986) ممثلة مصرية.

## حياتها ونشأتها
من مواليد 18 يونيو 1946، حصلت على ليسانس الآداب قسم اجتماع عام 1968، وعملت في بداية حياتها في المسرح القومي.
كان مشوارها الفني حوالي 18 سنة قدمت خلاله 35 عملاً بين المسرح والتلفزيون والسينما، وكانت آخر أعمالها في عام 1983 مع فيلم «حب فوق السحاب» للمخرج سمير حافظ، ومسلسل «المنعطف» للمخرج إبراهيم الشقنقيري.
توفت نادية الكيلاني في 5 أغسطس عام 1986 عن عمر يناهز 40 عاما بعد صراع مع مرض سرطان الثدي.

## أهم أعمالها
فيلم «الفرن» للمخرج إبراهيم عفيفي عام 1984.
فيلم «نحن لا نزرع الشوك» للمخرج حسين كمال عام 1970.
فيلم «شلة الأنس» للمخرج يحيى العلمي عام 1976.
فيلم «ليال» للمخرج حسن الإمام عام 1982.
مسرحية «القضية رقم واحد» للمخرج السيد راضي عام 1979.

## وصلات خارجية
- نادية الكيلاني على موقع الدهليز
- نادية الكيلاني على موقع قاعدة بيانات الأفلام العربية
- نادية الكيلاني (ممثلة) على موقع haveneg
- نادية الكيلاني (ممثلة) على موقع دهليز
- نادية الكيلاني (ممثلة) على موقع imdb
- نادية الكيلاني (ممثلة) على موقع كاروعات